# Megalampitta gigantea
Megalampitta gigantea е вид птица от семейство Melampittidae.

## Разпространение
Видът е разпространен в Индонезия и Папуа Нова Гвинея.